# North Strand
North Strand (gaèlic irlandès: An Trá Thuaidh) és una àrea del centre de la ciutat al Northside (Dublín), Irlanda. L'àrea està delimitada aproximadament per East Wall a l'est, Ballybough al nord-oest, i Fairview al nord. El seu codi postal és Dublín 3.
La carretera principal que travessa la zona és la Nord Strand Road, que serveix com una ruta arterial principal per al trànsit des de i cap al centre de la ciutat i Malahide, Howth i l'autopista M50.
Potser l'esdeveniment més conegut associat a North Strand foren "els bombardeigs de North Strand." Al maig de 1941, durant l'Emergència, els avions alemanys de la Luftwaffe, que s'havien desviat del seu curs, es van trobar al Dublín neutral. Van llançar les seves bombes i causaren molta devastació a la zona. Un parc commemoratiu a les víctimes de l'atac és a prop de Five Lamps.